# 회재로
회재로(Hoejae-ro)은 전라남도 나주시 남평읍 남평교사거리에서 광주광역시 남구를 잇는 도로이다

## 주요 경유지
전라남도
- 나주시 (남평읍)

광주광역시
- 남구 (대촌동 . 백운동) - 서구 (서창동 . 풍암동)

## 노선
| 이름                 | 접속 노선                      | 소재지        | 소재지        | 소재지        | 비고          |
| 동촌로와 직결        | 동촌로와 직결                  | 동촌로와 직결 | 동촌로와 직결 | 동촌로와 직결 | 동촌로와 직결 |
| -------------------- | ------------------------------ | ------------- | ------------- | ------------- | ------------- |
| 남평교사거리         | 산남로                         | 나주시        | 남평읍        | 남평읍        |               |
| 굉이 교차로          | 국도 제1호선 (영산로)          | 나주시        | 남평읍        | 남평읍        |               |
| 대촌교               |                                | 광주광역시    | 남구          | 대촌동        |               |
| 대촌 교차로          | 광주광역시도 제48호선 (포충로) | 광주광역시    | 남구          | 대촌동        |               |
| (이름없음)           | 도시첨단산업로                 | 광주광역시    | 남구          | 대촌동        |               |
| 백마 교차로          | 놀재로 사동길                  | 광주광역시    | 서구          | 서창동        |               |
| 유통단지입구 교차로  | 매월2로                        | 광주광역시    | 서구          | 서창동        |               |
| 풍암지구입구 교차로  | 풍금로                         | 광주광역시    | 서구          | 풍암동        |               |
| 원광대학병원 교차로  | 월드컵동로                     | 광주광역시    | 서구          | 풍암동        |               |
| 광주국제양궁장사거리 | 회서로                         | 광주광역시    | 남구          | 주월동        |               |
| 주월 교차로          | 국도 제1호선 (대남대로)        | 광주광역시    | 남구          | 백운동        |               |
| (이름없음)           | 광주광역시도 제7호선 (독립로)  |               | 남구          | 백운동        |               |

## 주요 건물 및 시설
- CU 광주지석중앙점 (회재로 223/지석동 323-3)
- 대촌119안전센터 (회재로 251/지석동 447)
- GS칼텍스 화력주유소 (회재로 338/압촌동 330-7)
- S-OIL 서창동주유소 (회재로 490/서창동 288)
- 농협 서창농협 주유소 (회재로 527/서창동 270)
- HD현대오일뱅크 매월유통단지 주유소 (회재로 746/매월동 501-3)
- E1 풍암LPG충전소 (회재로 766/매월동 493-11)
- GS칼텍스 대동LPG충전소 (회재로 779/매월동 578-1)
- HD현대오일뱅크 대동에너지 주유소 (회재로 783/매월동 579-12)
- SK에너지 청우주유소 (회재로 807/매월동 597-3)
- GS칼텍스 매월주유소 (회재로 845/매월동 109-7)
- 기아자동차 광서대리점 (회재로 898/풍암동 893-6)
- 아성다이소 광주금호점 (회재로 899/금호동 852)
- 쌍용자동차 광주빛고을영업소 (회재로 900/풍암동 893-7)
- 광주풍암마재우체국 (회재로 909/금호동 781-10)
- 광주국제양궁장 (회재로 1187/주월동 1311)
- S-OIL 구도일월드컵 주유소 (회재로 1190/주월동 496-1)
- GS칼텍스 에스제일오일 풍암주유소 (회재로 1208/주월동 25-21)
- 농협 전남낙농농협 광주지점 (회재로 1215/주월동 25-34)
- KT 아이정보 주월점 (회재로 1225/주월동 974-325)
- SK텔레콤 한국정보대리점 주월점 (회재로 1241/주월동 962-40)
- 농협 주월동지점 (회재로 1251/주월동 961-28)
- 스타벅스 광주주월DT점 (회재로 1256/주월동 960-13)
- 농협 남광주농협 백운동지점 (회재로 1295/백운동 640-5)